# Трояновский, Олег (композитор)
Олег Трояновский — российский композитор, саунд-дизайнер, музыковед. Победитель международных конкурсов Prix Italia и Prix Europa.

## Биография
Родился в Москве, внук дипломата О. А. Трояновского. Окончил Школу имени Гнесиных (1998) и Московскую государственную консерваторию имени П. И. Чайковского по специальности композитор (2004). 

## Творчество
Автор саунд-арт произведений, сочинений для оркестра, камерных ансамблей, электронной музыки, музыки к кинофильмам, аудиодрамам, театральным спектаклям, мюзиклам, выставкам и телевизионным проектам, а также музыкального оформления для Радио России, Радио Культура. 
Автор музыкальных проектов для Радио России, в том числе программы «Зашифрованное в музыке» и радио-симфонии «Музыкальная обсерватория», которые были удостоены наград на международных фестивалях.
Соавтор и соведущий американского еженедельного подкаст-шоу «Give It a Chance» в iTunes store. 

## Награды и номинации

### Награды
- Призер международного конкурса Westworld Scoring Competition, проведенного HBO, создателями сериала Мир Дикого запада и Spitfire Audio в 2020 году[8]. В конкурсе приняли участие более 11000 композиторов по всему миру, из которых жюри во главе с Дж. Дж. Абрамсом и Джонатаном Ноланом выбрало шестерых призеров.
- Главный приз международного фестиваля Prix Italia в номинации Music — Composed Work за музыкальный проект «Зашифрованное в музыке» в 2015 году[9].
- Специальный приз международного фестиваля Prix Europa в Берлине в номинации Radio Music за радио-симфонию «Музыкальная обсерватория» в 2015 году[10][3].

### Номинации
- Премия Prix Europa в номинации Radio Music за сочинение «Музыка и 4 мини драмы» для хора, камерного оркестра и 4 мини драм, в 2016 году[11].
- Финалист Конкурса на создание музыки балета, посвященного 100-летию Завода имени И. А. Лихачева, организованного Культурным центром ЗИЛ в 2016 году[12].